# Hilari Salvadó
Hilari Salvadó i Castell (Barcelona 16 de febrero de 1899-20 de febrero de 1966) fue un político español.

## Biografía
Era hijo de pescadores de la Barceloneta, donde perdió a su padre y a cuatro hermanos en un temporal de 1911. Después se dedicó al comercio. Militó en Estat Català y ERC, y formó parte también de la dirección de las Joventuts d'Esquerra Republicana-Estat Català, en que fue miembro del Comité Pro-Prensa. En las elecciones municipales de enero de 1934 fue elegido regidor del Ayuntamiento de Barcelona, donde consiguió una gran popularidad. En 1935 se incorporó a la dirección de ERC y en estallar la guerra civil española fue nombrado regidor de gobernación y delegado de la Generalidad en la Cámara de Comercio de Barcelona. En julio de 1937 fue nombrado alcalde de Barcelona y se preocupó sobre todo de la defensa pasiva ante los violentos bombardeos franquistas, divulgando el tema en Londres, Bruselas y París.
Se exilió en 1939. Condenado en rebeldía por las autoridades franquistas, pudo volver a Barcelona unos años antes de su muerte.